# Esteban Cambiasso
Esteban Matías Cambiasso Deleau, född 18 augusti 1980 i Buenos Aires, är en argentinsk före detta fotbollsspelare som spelade som mittfältare.

## Klubbkarriär

### Tidig karriär
Cambiasso började sin professionella karriär med Argentinos Juniors 1995, men spelade bara en säsong med klubben innan han som sextonåring såldes till Real Madrid B.
1998 flyttade han tillbaka till Argentina för lånekontrakt med Independiente och River Plate, på tre respektive ett år. Med denna erfarenhet i bagaget återvände han år 2002 till Real Madrid, med vilka han vann Uefa Super Cup 2002, La Liga och Interkontinentala cupen 2003 samt Supercopa de España 2004.

### Inter Milan
I juli 2004, en månad efter att kontraktet med Real Madrid hade gått ut, flyttade Cambiasso vidare till italienska Inter. Han blev snabbt en ordinarie i laget, och hjälpte Inter Milan att vinna den italienska cupen under sin första säsong med klubben.
Under den andra ronden i finalen av Coppa Italia 2006 gjorde Cambiasso det första målet i 3-1-segern över Roma. 30 september 2006 gjorde han två mål under säsongens öppningsmatch, när Inter besegrade Fiorentina med 3-2. I Champions League 2007/08 resulterade hans två mål mot CSKA Moskva i en 4-2-seger för Inter. Den 28 augusti bekräftade Leicester City att man värvat Cambiasso med ett kontrakt över 2014/15.

## Internationell karriär
År 2000 gjorde Esteban Cambiasso sin landslagsdebut för Argentina. Han var inkluderad i Argentinas landslagstrupp för VM 2006 och gjorde det andra av Argentinas sex mål i en gruppspelsmatch mot Serbien och Montenegro. I kvartsfinalen mot Tyskland kom matchen att avgöras på straffar, och i och med att Cambiasso fick sin straffspark räddad slogs Argentina ut ur turneringen.